# サリーとアン課題
サリーとアン課題（サリーとアンかだい、英語：Sally–Anne test）は、心理検査であり、誤信念を他人に帰する社会的認知能力を測定するために発達心理学で使われる。サイモン・バロン＝コーエン、Alan M. Leslie、Uta Frithにより先導的に実施された(1985)。1988年、LeslieとFrithは（人形ではなく）人間の俳優を使って実験を繰り返し、同様の結果を得た。

## 内容
有効な検査を開発するために、バロン＝コーエンらはWimmerとPernerの人形劇のパラダイムを修正した(1983)。このパラダイムでは、人形は説明の便宜上仮に設定された抽象的存在（「たろうくんは1000円持ってお使いにいきました」のような）ではなく、実際に触れることのできる具体的な人物を表している。バロン＝コーエン、Leslie、Frithによる自閉症の心の理論の研究では、確立した基準の下で自閉症と診断された20人、ダウン症と診断された14人、臨床的に障害がないと診断された27人の計61人が「サリー」と「アン」を用いて検査された。
検査の過程では、人形を導入したのち、その名前を思い出す対照質問(the Naming Question)が出される。その後、短い寸劇が行われる：サリーはビー玉を取って自分のかごに隠しました。その後、彼女は部屋を「離れて」散歩に出かけました。彼女がいない間に、アンはサリーのかごからビー玉を取り出し、自分の箱に入れました。この後、サリーが再び登場し、子どもに重要な信念質問(the Belief Question)がされる。「サリーはどこでビー玉を探すでしょう？」

## 結果
参加者がこの検査に合格するためには、サリーはビー玉は自分のかごに入っていると考えていることを示して「信念質問」に正しく答えなくてはならない。この答えはサリーの視点とは連続しているが、参加者の視点とは連続していない。参加者が代替の視点を取ることができない場合、参加者は自身がそうであるように、ビー玉が動いたことを信じる理由をサリーが持っていることを示す。それゆえ検査に合格することは、参加者がサリーが現実と相関しないかもしれない彼女自身の信念を持つことを理解していることのあらわれとみなされる。これは心の理論の中心的な要件である。
バロン＝コーエンらの1985年の研究では、臨床的に障害のない27人のうち23人(85%)、ダウン症の14人のうち12人(86%)が「信念質問」に正解することができた。しかし、自閉症の20人のうち正解したのは4人(20%)のみであった。全体的に、4歳以下の子どもは、ほとんどの自閉症の子ども（前者の子どもより年上）同様、「信念質問」に「アンの箱」と答えており、サリーは自身のビー玉を動かされたことを知らないことに気づいていないようであった。
この検査は決して確固たる結論を示すわけではないが、適用することで自閉症の社会的発達の傾向がわかる。

## 批判
バロン＝コーエンらのデータは自閉症の子どもの心の理論の欠如を示すとされているが、彼らに影響を与える他の要因が考えられる。例えば、自閉症を持つ人は認知的にもっと単純な想起課題に合格するかもしれないが、自閉症児と聴覚障害の対照者の言語問題は、結果を混乱させる傾向がある。
Ruffman, Garnham, Rideoutは2001年に社会的コミュニケーション機能としての視点の観点から、サリーとアン課題と自閉症の関連をさらに調査した。彼らは、ビー玉が置かれる可能性のある第3の場所として、調査者のポケットを追加した。自閉症の子どもと中等度の学習障害の子どもにこの形式で検査をすると、両群とも信念質問に同じようによく答えていることがわかった。しかし、中等度の学習障害の参加者はビー玉の正しい位置を間違いなく見ていたが、自閉症の参加者はたとえ質問に正解していてもビー玉の正しい位置を見ていなかった。これらの結果は自閉症に関連する社会的欠損があらわれたものと考えられる。
Tager-Flusbergは2007年、サリーとアン課題に経験的知見があるにもかかわらず、自閉症の基礎的な心の理論仮説の重要性について、科学者の間で不確実性が高まっていると述べている。これまでに行われたすべての研究において、自閉症の子どもの中にはサリーとアンのような誤信念課題に合格する子もいる。

## 他のヒト科の動物において
チンパンジー、ボノボ、およびオランウータンの視線追跡では、3つともキングコングのスーツを着た被験者の誤信念を予測し、サリーとアン課題に合格することが示唆されている。